# حنوة طويلة القنازع
الحنوة طويلة القنازع (باللاتينية: Xeranthemum longepapposum) نوع نباتي ينتمي إلى جنس الحنوة من الفصيلة النجمية.

## الموئل والانتشار
موطنه بلاد الشام وتركيا وأذربيجان وأرمينيا.